# Hylarana banjarana
Hylarana banjarana är en groddjursart som först beskrevs av Tzi Ming Leong och Lim 2003.  Hylarana banjarana ingår i släktet Hylarana och familjen egentliga grodor. IUCN kategoriserar arten globalt som nära hotad. Inga underarter finns listade i Catalogue of Life.